# 田辺市立新庄小学校
田辺市立新庄小学校（たなべしりつ しんじょうしょうがっこう）は、和歌山県田辺市にある公立小学校。
近くには田辺市立新庄中学校があり、山を開発して学校を建てたという。